# Ptichodis abeluxalis
Ptichodis abeluxalis är en fjärilsart som beskrevs av Walker 1859. Ptichodis abeluxalis ingår i släktet Ptichodis och familjen nattflyn. Inga underarter finns listade.